# Republika federalna
Republika federalna, republika federacyjna – ustrój polityczny państwa złożonego, w którym poszczególne części składowe posiadają znaczny zakres swobody pod względem prawnym, gospodarczym, administracyjnym i innym, lecz bez prawa secesji. Organy władzy są wybierane przez ogół lub grupy obywateli w wyborach. Republikami federalnymi są np. Niemcy, Nigeria, Brazylia, Stany Zjednoczone i Rosja.